# Лысенко-Жильцова, Любовь Васильевна
Любовь Васильевна Лысенко-Жильцова (укр. Любов Жильцова-Лысенко; род. 20 октября 1956) — украинская, ранее советская шахматистка, международный мастер среди женщин (1996).

## Биография
Одна из ведущих шахматисток Международной ассоциации незрячих шахматистов (IBCA). В 1978 году победила в чемпионате Украины по шахматам среди женщин. Пять раз побеждала на чемпионате мира среди незрячих шахматисток (1989, 1993, 1997, 2001, 2005), а в 2009 году в этом турнире была третьей. Принимала участие также в открытых чемпионатах для незрячих шахматистов, в которых в 2006 году завоевала бронзовую медаль в мировом первенстве, а на первенствах Европы была второй (1995) и третьей (1999).
Представляла команду IBCA на шахматных олимпиадах, в которых участвовала восемь раз (1994, 1998—2002, 2006—2010, 2014) и в индивидуальном зачете завоевала две золотые (1994, 2006) медали.
Представляла команду Украины на шахматных олимпиадах для незрячих шахматистов, в которых участвовала пять раз (1992—2008). В командном зачете завоевала две серебряные (1996, 2008) и три бронзовые (1992, 2000, 2004) медали. В индивидуальном зачете завоевала золотую (2008) медаль.
| Графики недоступны из-за технических проблем. См. информацию на Фабрикаторе и на mediawiki.org. |